# Huacachina
Huacachina is een woonkern (pueblo) in het stadsdistrict (distrito) Ica in de provincie Ica in de regio
Ica in het zuidwesten van Peru. Het dorpje heeft 115 inwoners volgens een telling uit 1999. 

## Ligging
Huacachina is gebouwd bij een oase, genaamd de Oase van Amerika. Het dorp is sterk gericht op toerisme, vooral door de ruime mogelijkheden om te zandborden.
De zandduinen, die de oase geheel omringen, kunnen worden beklommen te voet of met een buggy om vervolgens per snowboard naar beneden te surfen. De duinen zijn tot honderd meter hoog. Op het water van de oase zijn waterfietsen beschikbaar. Er zijn allerlei winkels en restaurants, gericht op toerisme.

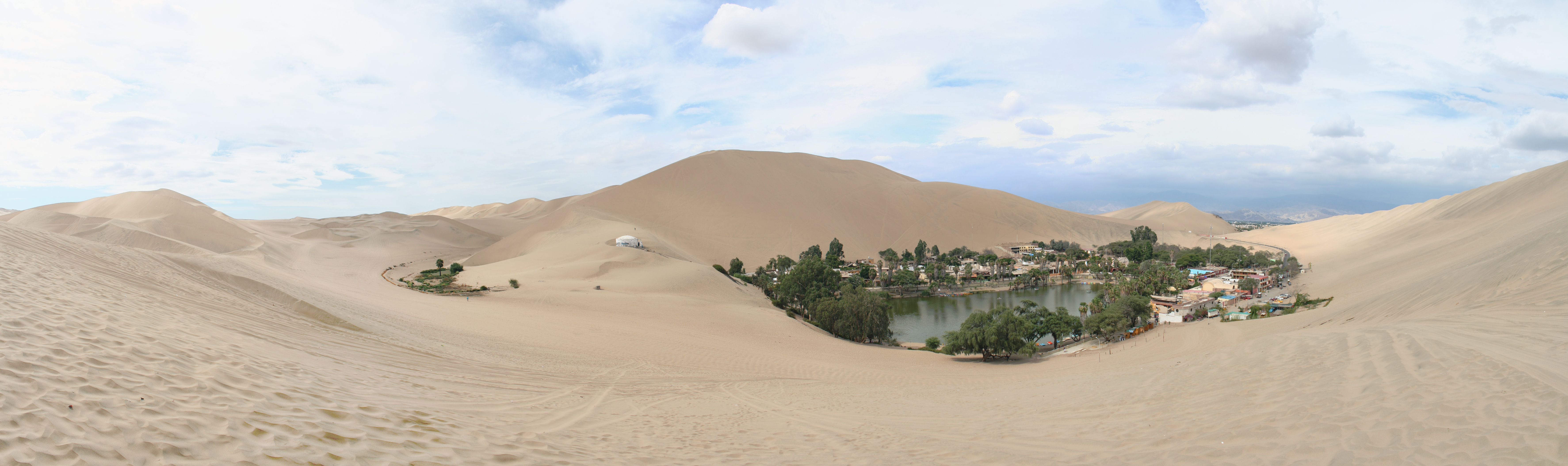
Panoramaoverzicht